# BRDM-2
BRDM-2 (ruski: Бронированная Разведывательно-Дозорная Машина-2) je oklopno izvidničko vozilo konfiguracije 4x4, razvijeno 1962. godine u tadašnjem SSSR-u, kao nasljednik starijeg vozila BRDM-1. Serijska proizvodnja u tvornici GAZ trajala je od 1963. do 1989. godine. Vozilo je prvi put javno predstavljeno 1966. godine.